# Neoterebra corintoensis
Neoterebra corintoensis é uma espécie de gastrópode do gênero Neoterebra, pertencente a família Terebridae.